# Конярство
Коня́рство — галузь тваринництва, яка займається розведенням та використанням коней. Конярство використовує відкриття та набутки гіпології, науки про коней.

## Принципи класифікації коней

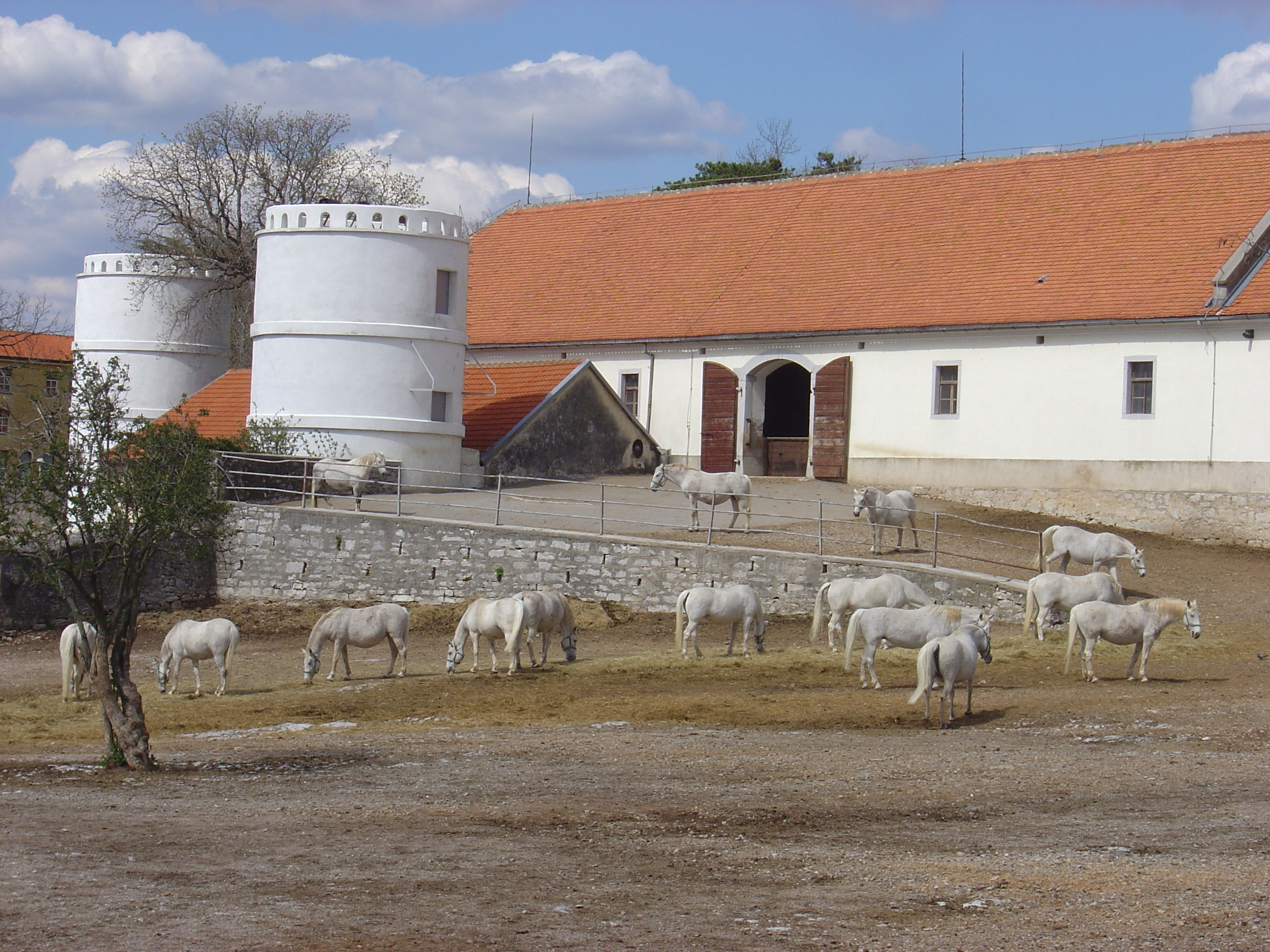
Ліпицький кінний завод

В конярстві як окремій галузі тваринництва існує своя термінологія з описом окремих груп коней для подальшої роботи і відповідного використання.

### За походженням
Окремо виділяють за походженням дикі, здичавілі, одомашнені.

### За екстер'єром
- Масті коней прийнято розрізняти як унікальну селекційну ознаку, що має своє генетичне та фенотипове обґрунтування.

- Базові масті
- Гніда
- Ворона
- Руда

- Біла масть
- Булана масть
- Ворона масть
- Гніда масть
- Ізабелова масть
- Ірисова масть
- Руда масть
- Ряба масть
- Савраса масть
- Сіра масть
- Солова масть
- Химерна масть
- Чала масть
- Чубара масть
- Шампанська масть

Базові масті
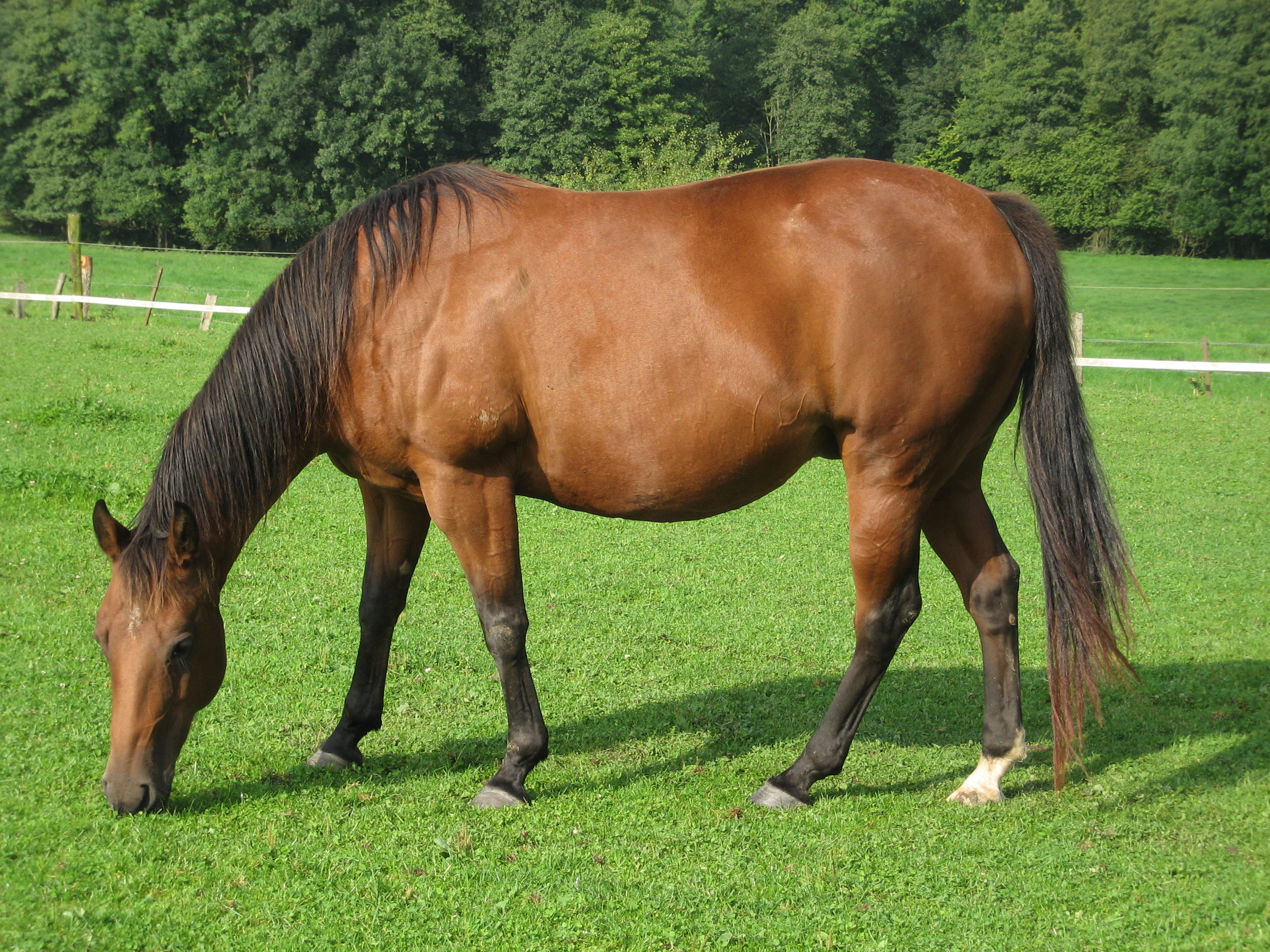
Гніда
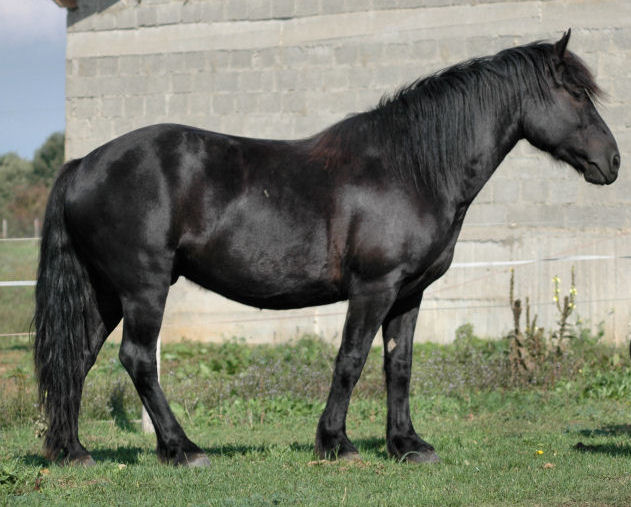
Ворона
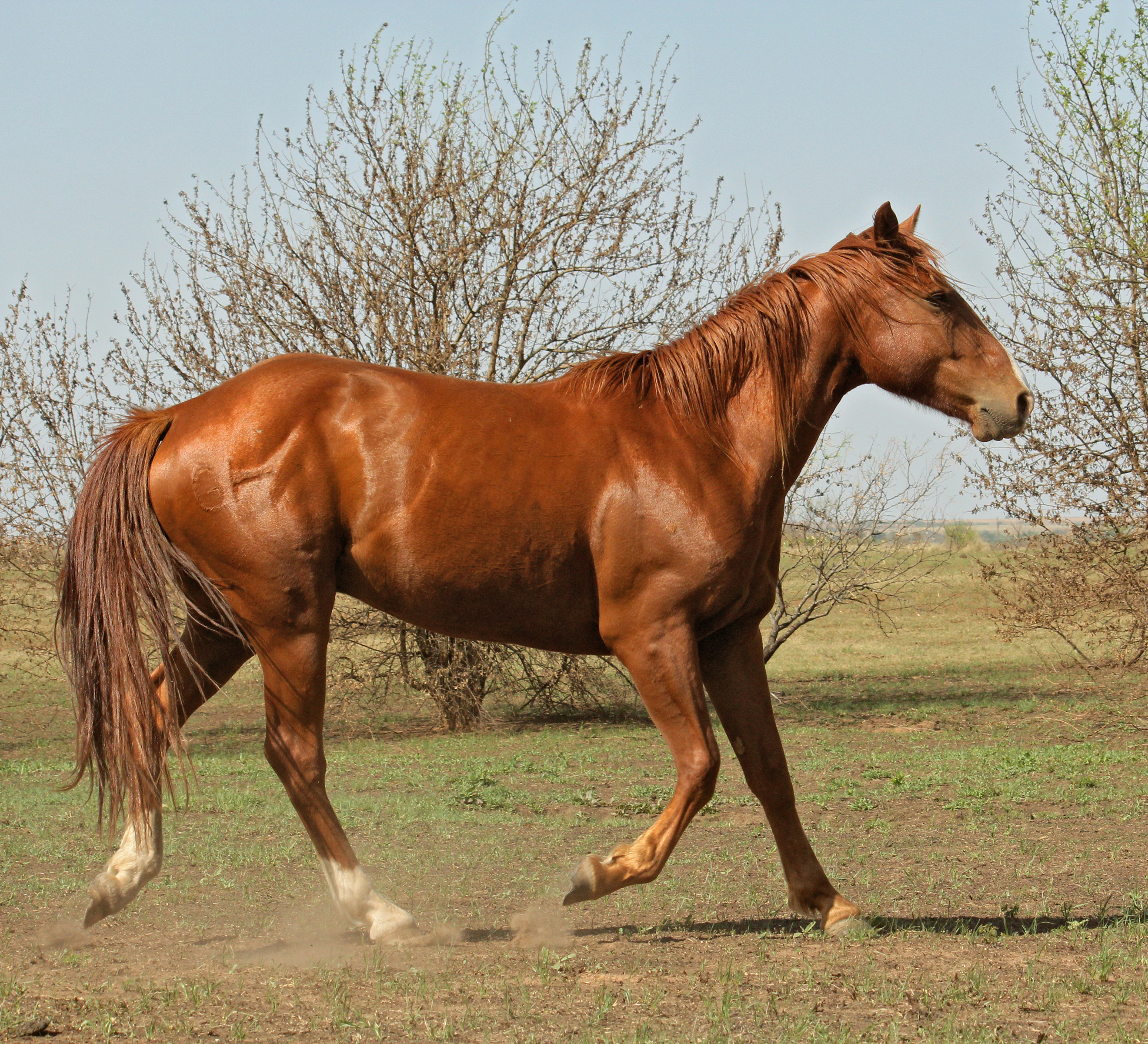
Руда

- Інші екстер'єрні особливості також є важливими і в деяких випадках генетично визначеними (низькорослі породи коней та поні).

### За основними сферами застосування
Відповідно до наявних алюрів та можливому напрямку селекційної роботи (верхові, рисисті, запряжні, універсальні, ваговози).

### Взаємодія коня і людини

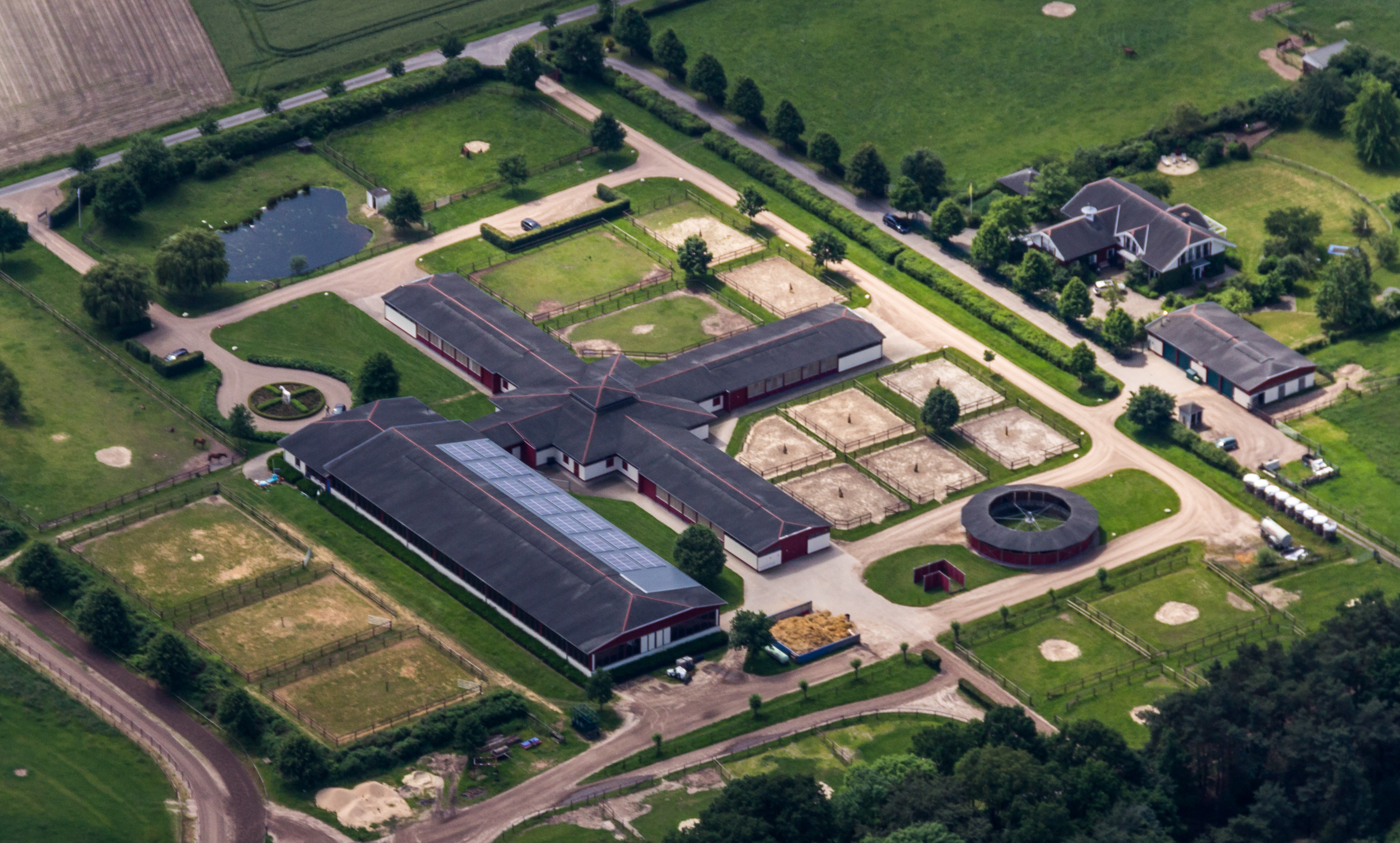
Кінний завод в Німеччині

Найвідомішим типом взаємодії коней і людей є верхова їзда та кінний спорт, однак, в ширшому розумінні, люди взаємодіють з кіньми не лише верхи, безпосередньо перебуваючи на спині коня, а й на землі, тренуючи, спілкуючись, чи виконуючи інші маніпуляції. До таких взаємодій можна віднести:
- Догляд за кіньми
- Любительський та шоу напрям
- Робочий (сільськогосподарський, транспортний) напрям
- Службовий напрям (кінна поліція, кіннота)
- Спортивний (випробувальний та змагальний) напрям
- Терапевтичний (лікувальний) напрям
- Продуктивний напрям

## Конярство в Україні
Відсутність обліку коней до кінця ХІХ ст. не дає картини розвитку конярства, лише кінський перепис 1882 р. вперше встановив кількість коней в Україні — 2 858 000 голів. Щорічний приріст коней в Україні становив більше 80 тисяч голів, у 1916 р. кількість коней дорівнювала 5 424 000 голів. Як зазначає Кунець, «до Першої світової війни Росія за кількістю коней була першою країною у світі: в 1912 р. вона мала близько 35 млн голів. США, найбагатша країна після Росії за кількістю коней, у 1910 р. мала їх тільки 19 833 000 голів. Число коней у Росії було не тільки вище за будь-яку європейську державу, а майже удвічі перевищувало загальну чисельність коней разом узятих держав Західної Європи».
У 1920 р. Українська республіка нараховувала 4,52 млн коней, у 1922 р. — близько 4,11 млн.
В Україні конярство ведеться у племінному, робочо-користувальному та спортивному напрямках. У різних регіонах України через різні кліматичні й економічні умови розводили коней певного типу. У Донецькій губернії, східний частині Харківської губернії, частині Полтавської та Київської губерній переважав верховий тип, в Катеринославській губернії — рисистий, у Харківській, Полтавській, Чернігівський — ваговозний сільськогосподарський.
В Україні нараховувалося 589 приватних кінних заводів із 14 036 матками, а також 5 державних кінних заводів (4 Біловодські та заснований у 1915 р. Державний чистокровний ім. М. І. Лазарева кінський завод Полтавської губернії). У 1920-ті роки у Молочанську на базі колишніх стаєнь та ферм німецьких колоністів сформували Південні державні заводські стайні, діяв також іподром.

### Породи
Найпоширеніші породи:

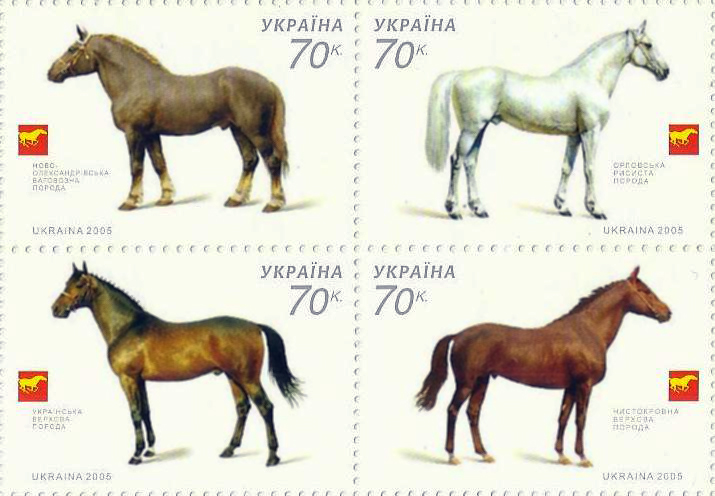

- чистокровна верхова (розводять в 5-ти конезаводах(інші мови));
- українська верхова — 8;
- російська рисиста — 6;
- орловська рисиста — 5;
- російська ваговозна — 4;
- торійська — 1;
- арабська — 1;
- новоолександрівська ваговозна в 1 конезаводі.

### Племінне конярство
Племінне ядро основних поліпшуючих порід коней зосереджено в 17 кінних заводах України.
Дібровський кінний завод № 61 виростив чемпіона і рекордиста орловської рисистої породи — жеребця Піона родоначальника нової лінії.

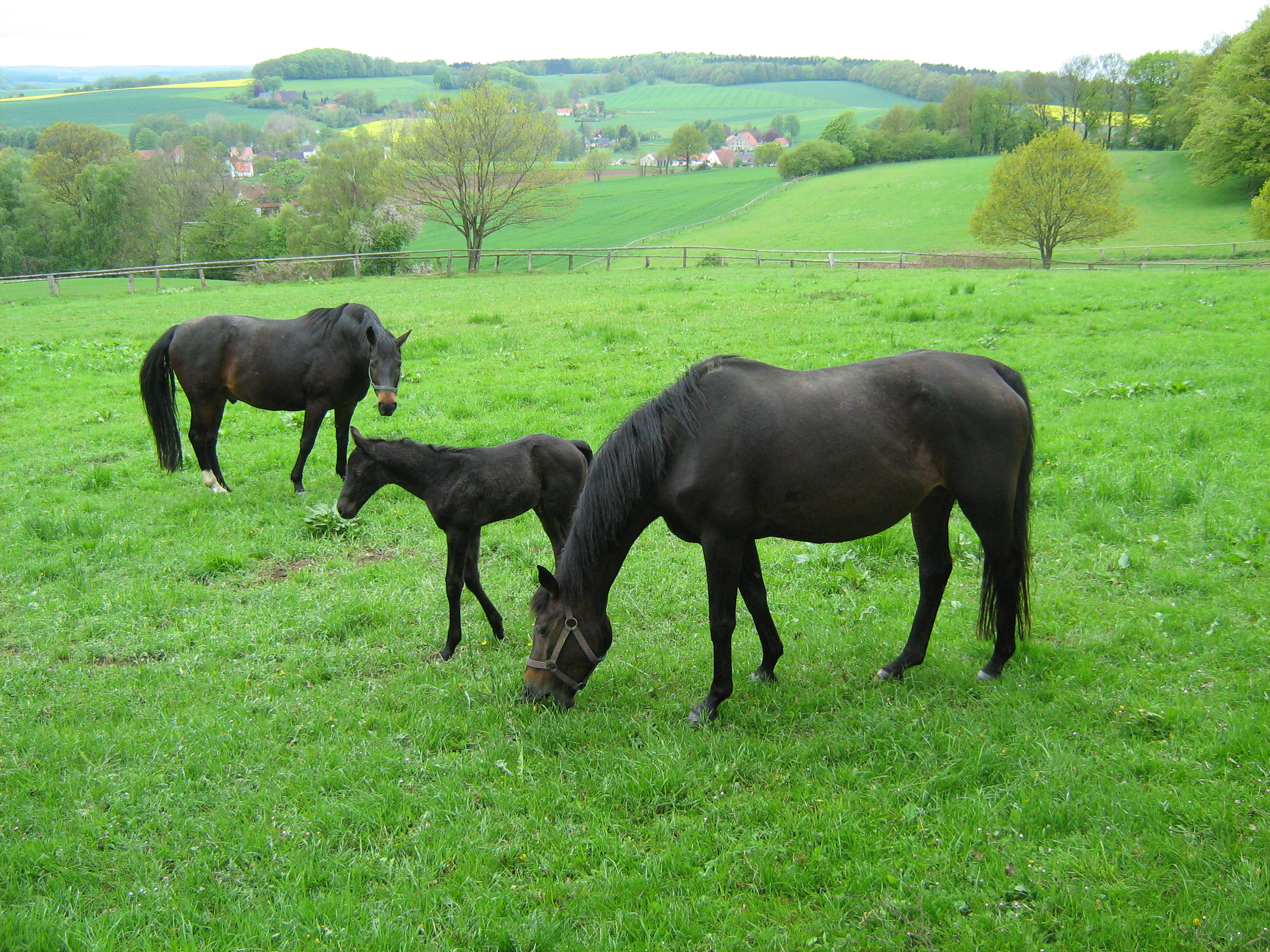

Новоолександрівський кінний завод № 64 сконцентрував генофонд ваговозних порід коней, а також створив нову новоолександрівську ваговозну породу, яка має лінії жеребців Кокетливого, Тантала, Стиля, тут вирощено чемпіонів і рекордистів цієї породи.
Деркульський кінний завод № 63 у Данилівці вивів лінію жеребця Дугласа, яка розповсюджена в пострадянських країнах. Крім того, вирощено скакунів, жеребців-плідників. Чемпіонами породи стали жеребці Деракий та Задорний.
Стрілецький кінний завод № 60 виростив високоякісного «дербіста» чистокровної верхової породи жеребця Брімстона, який дав чотири «дербіста» в тому числі тричі вінчаного жеребця Будинка.
Вихованці Онуфрієвського кінного заводу чистокровної верхової породи одержали перемогу в головних традиційних та міжнародних призах; Ринжир, Гугенот, Бравада, Ескадрон, Гудзон, Дегестан, Едіт, Брезент, Хельсинг, Менует, Байкал і інші.

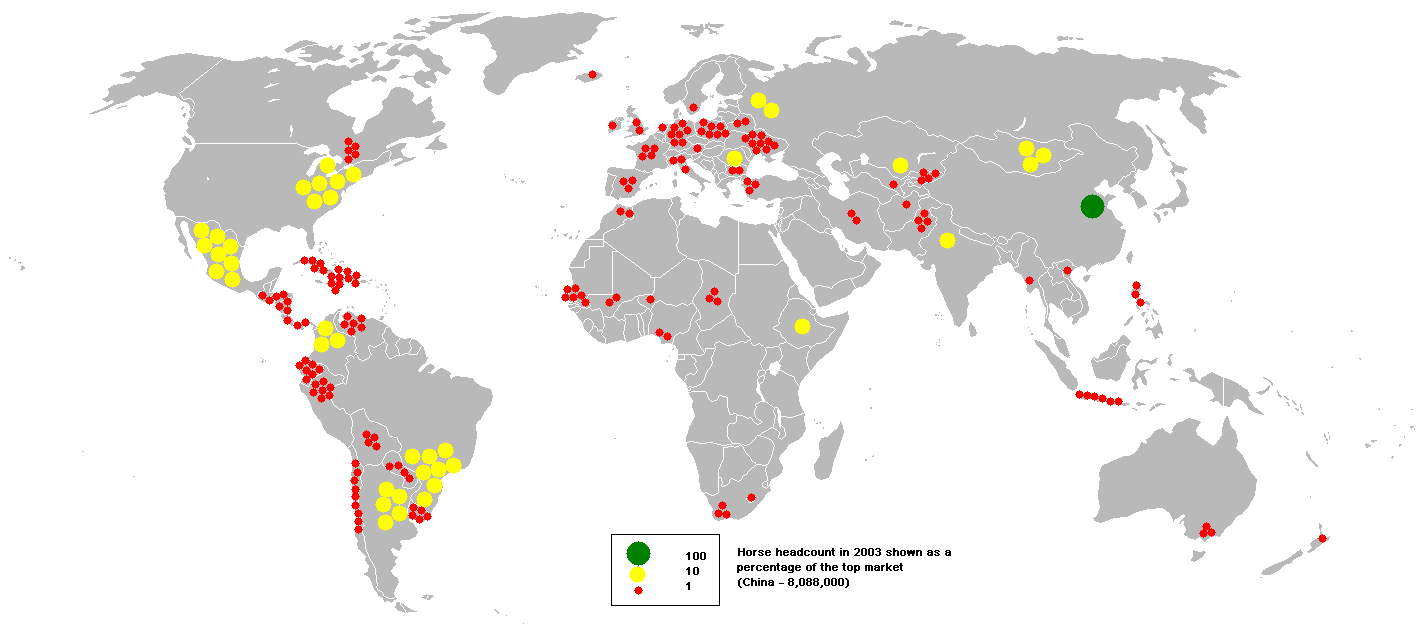
Мапа показує поголів'я коней у 2003 році в кожній окремо взятій країні у відсотках порівняно з лідером — Китаєм (100 % = 8 088 000 голів).

Станом на 1 січня 1998 в Україні налічувалось 736,9 тисяч голів коней. Роботу в галузі конярства координують: корпорація «Конярство України» та асоціація «Укркіньпром». Удосконалення племінних якостей, вирощування та випробування коней зосереджених в конезаводах та іподромах України проводить корпорація «Конярство України».
Асоціація «Укркіньпром» забезпечує господарства і населення України обозними і лимарними виробами, кінно-причепними знаряддями, засобами догляду за кіньми і постійно вдосконалює та впроваджує — у виробництво нові конкурентоспроможні зразки кінно-причепного знаряддя.
Чистокровні коні, народжені в України, не тільки можуть отримувати паспорти міжнародного зразка, а ще мають право на випробування та розведення за кордоном. Таке рішення прийняв та оголосив Міжнародний комітет з Племінних книг на своєму останньому засіданні 6 жовтня в Парижі (Франція). Таким чином, Україна досягла найвищої сходинки у всесвітньому міжнародному чистокровному конярстві. Це сталося завдяки спільній багаторічній праці фахівців «Конярства України» та Асоціації Жокей-клуба «Україна» щодо легітимізації чистокровного поголів'я коней України.

### Заводи
- Деркульський кінний завод
- Дібрівський кінний завод
- Запорізький кінний завод
- Онуфріївка
- Ягільницький кінний завод

### Приватні кінські двори
В 2020-х роках, особливо після російського вторгнення в Україну та знищення вітчизняних об'єктів конярства, в Україні почали створювати місця не тільки для розведення коней, а й для утримання знедолених тварин, які з тих або інших причин втратили своїх господарів. Так, у Чернівцях родина прихистила та доглядає понад сто знедолених тварин і птахів, серед них 12 коней.
В 2022 році в місті Арцизі на Одещині було створено кінний двір, власники якого вже придбали декілька коней різних порід, а фахівці готові до їх розведення та відродження конярства у регіоні.

### Монографії. Статті
українською
- Гопка, Б.М. та інші. Практикум з конярства. Київ, 2011.
- Внесок вчених Інституту тваринництва УААН у розвиток конярства України : бібліограф. покажч. наук. пр. за іст. період існування установи (1944-2009 роки) / НААН України, Ін-т тваринництва ; [уклад.: В. В. Кунець та ін. ; наук. ред. Є. В. Руденко]. - Х., 2009. - 74, [4] с. : фотогр.
- Правила випробування племінних коней рисистих, верхових і ваговозних порід на іподромах України /І.П. Горошко, О.А. Калантар та ін., 2-е вид. доповн. і доопрац. Київ, 2002.

москвинською
- Лавринович М.О. Иппология. Курс кавалерийских военных училищ. Изд. 2-ое. Санкт-Петербург, 1911.
- Долматов А.Д. Справочная книжка кавалериста, коневода, спортсмена и любителя лошади. Петербург: Госиздат, 1921.
- Алтухов, П.Г. Лошадь. Руководство для сельских хозяев. Ленинград: Мысль, 1929.
- Марксон В.А. Учение о волосяных вихрах как один из методов оценки лошади // Вестник животноводства. 1929. № 9. С. 66-71.
- Красников А.С. Экстерьер лошади. Москва: Госсельхозиздат, 1957.
- Лисенков А.А. Международная система единиц СИ. Москва: Наука, 1966.
- Барминцев Ю.Н. и др. Коннозаводство и конный спорт. Москва: Колос, 1972.
- Кожевников Е.В., Гуревич Д.Я. Отечественное коневодство. История, современность, проблемы. Москва: Агропромиздат, 1990.
- Гуревич Д.Я. Справочник по конному спорту и коневодству. Москва: Центрполиграф, 2000.
- Бишоп Р. Кормление лошадей: Полное руководство по правильному кормлению лошадей / Перев. с англ.  Москва: аквариум Бук, 2004.